# 馬渕睦夫
馬渕 睦夫（まぶち むつお、1946年〈昭和21年〉1月21日 - ）は、日本のノンフィクション作家、元外交官。
在イスラエル日本大使館公使、在タイ日本大使館特命全権公使、特命全権大使キューバ国駐箚、駐ウクライナ兼モルドバ大使、防衛大学校教授を歴任。日本文化チャンネル桜コメンテーター。

## 経歴
京都府船井郡八木町日置出身。八木町立富本小学校、福知山市立大江中学校、京都府立園部高等学校第16回を経て、京都大学法学部3年次在学中に外務公務員採用上級試験に合格し中退、1968年（昭和43年）に外務省入省。
研修先であったイギリスのケンブリッジ大学経済学部に入学し、1971年（昭和46年）に卒業。
外務本省では、国際連合局社会協力課長（1984年-1986年）、大臣官房文化交流部文化第一課長、東京都外務長（1995年-1997年）などを歴任。
在外では、在英国日本国大使館、在インド日本国大使館、在ソビエト連邦日本国大使館、在ニューヨーク日本国総領事館に勤務し、EC代表部参事官（1989年-1991年）、在イスラエル日本大使館公使（1991年-1995年）、在タイ日本大使館特命全権公使（1997年-2000年）を務めた。
2000年（平成13年）に特命全権大使キューバ国駐箚に就任。2003年（平成15年）5月には財団法人国際開発高等教育機構専務理事に就任し、2005年（平成17年）より駐ウクライナ兼モルドバ大使を3年間務め、2008年（平成20年）11月、外務省退官。同月防衛大学校教授に就任し、2011年（平成23年）3月、定年退職。
2012年（平成24年）2月、著書『いま本当に伝えたい感動的な「日本」の力』で作家デビュー。以降、日本文化チャンネル桜などの政治系テレビ番組（主に外交・国際政治関連）にコメンテーター・論客として出演し始める。
2014年（平成26年）4月から2018年3月まで吉備国際大学客員教授就任。
2019年12月、南丹市名誉市民。2020年、瑞宝中綬章受章。
2022年、京都府南丹市の文化観光大使に任命。

## 主張
2022年ロシアのウクライナ侵攻におけるブチャの虐殺に関しては、「ロシア軍が掌握していた間、暴力行為に遭った住民は一人もいない」と主張している。
2022年9月末の時点で「ウクライナ軍はほぼ崩壊している」「戦場ではすでに（ロシア軍の勝利で）決着がついている」「ウクライナの背景にあるDSが戦っているだけ」「ウクライナ軍の反転攻勢、ロシア軍の撤退、ロシア軍の徴兵困難などは全てDSが流した洗脳のための虚偽情報であり、みなメディアに騙されている」「ロシア軍によるザポリージャ原子力発電所の攻撃も虚偽情報であり、実際はウクライナ軍とウクライナに雇われた傭兵が原発を攻撃した」と主張している。
2022年7月9日、自身のYouTubeでバイデンの当選は不正選挙だと断言している。

## 著書

### 単著
- 『いま本当に伝えたい感動的な「日本」の力』（総和社 2012年2月）ISBN 978-4862860576
- 『国難の正体　―日本が生き残るための「世界史」―』（総和社 2012年12月）ISBN 978-4862860651
- 『世界を操る支配者の正体』（講談社 2014年10月）ISBN 978-4062191753
- 『国難の正体　―世界最終戦争へのカウントダウン―』（ビジネス社 2014年11月）ISBN 978-4828417776　新装版
- 『「反日中韓」を操るのは、じつは同盟国・アメリカだった！』（ワック〈WAC BUNKO〉 2014年10月）ISBN 978-4898317075
- 『日本「国体」の真実　―政治・経済・信仰から読み解く―』（ビジネス社 2015年3月）ISBN 978-4828418063
- 『そうか、だから日本は世界で尊敬されているのか！』（ワック〈WAC BUNKO〉 2015年6月）ISBN 978-4898317211
- 『アメリカの社会主義者が日米戦争を仕組んだ　―「日米近現代史」から戦争と革命の20世紀を総括する―』（ベストセラーズ 2015年10月）ISBN 978-4584136829
- 『世界を操るグローバリズムの洗脳を解く　―日本人が知るべき「世界史の真実」―』（悟空出版 2015年12月）ISBN 978-4908117145
- 『2017年世界最終戦争の正体　―いま世界で本当に起こっていること 日本が生き残るための緊急出版―』（宝島社 2016年11月）ISBN 978-4800248473
- 『アメリカ大統領を操る黒幕　―トランプ失脚の条件―』（小学館新書 2017年2月）ISBN 978-4098252916
- 『「反グローバリズム」の逆襲が始まった』（悟空出版 2018年6月）ISBN 978-4908117473
- 『馬渕睦夫が読み解く2019年世界の真実　―いま世界の秩序が大変動する―』（ワック〈WAC BUNKO〉 2018年6月）ISBN 978-4898317778
- 『知ってはいけない現代史の正体』（SBクリエイティブ・SB新書 2019年5月）ISBN 978-4797399882
- 『天皇を戴くこの国のあり方を問う　新国体論　―精神再武装のすすめ―』（ビジネス社　2019年12月）ISBN 978-4828420875
- 『国際ニュースの読み方 コロナ危機後の「未来」がわかる!』マガジンハウス、2020年8月。ISBN 978-4-8387-3083-4。
- 『元駐ウクライナ大使馬渕睦夫が読み解く2021年世界の真実 「世界覇権・10年戦争」が始まった』ワック〈WAC BUNKO〉、2020年9月。ISBN 978-4-89831-826-3。
- 『日本人が知らない世界の黒幕 メディアが報じない真実』SBクリエイティブ〈SB新書〉、2021年5月。ISBN 978-4-8156-0994-8。
- 『知ってはいけない現代史の正体 令和の時代に日本人の歴史を取り戻す 大活字版』SBクリエイティブ、2021年5月。ISBN 978-4-8156-1123-1。
- 『ディープステート 世界を操るのは誰か』ワック、2021年6月。ISBN 978-4898319529。
- 『馬渕睦夫が読み解く 2022年世界の真実』ワック〈WAC BUNKO〉、2021年10月。ISBN 978-4898318515。
- 『日本を蝕む 新・共産主義 ポリティカル・コレクトネスの欺瞞を見破る精神再武装』徳間書店、2022年2月。ISBN 978-4198652913。
- 『道標（みちしるべ）―日本人として生きる』ワニブックス、2022年3月。ISBN 978-4847071683
- 『ウクライナ紛争　歴史は繰り返す　戦争と革命を仕組んだのは誰だ』ワック〈WAC BUNKO〉、2022年5月。ISBN 978-4898318652
- 『元駐ウクライナ大使馬渕睦夫が読み解く2023年世界の真実 安倍総理が育てた種が芽吹き始める』ワック〈WAC BUNKO〉、2022年12月。ISBN 9784898318768。
- 『ディープステート 世界を操るのは誰か』ワック〈WAC BUNKO〉、2023年5月。ISBN 9784898318812。
- 『馬渕睦夫が語りかける腑に落ちる話　ウクライナ戦争の欺瞞　戦後民主主義の正体』徳間書店、2023年7月。ISBN 9784198656287。
- 『馬渕睦夫が読み解く 2024年世界の真実』ワック〈WAC BUNKO〉、2023年11月。ISBN 9784898318904。
- 『真・保守論　國體の神髄とは何か』徳間書店、2024年1月。ISBN 9784198657390。
- 『新版 知ってはいけない現代史の正体』SBクリエイティブ、2024年4月。ISBN 9784815624613。
- 『グローバリストの洗脳はなぜ失敗したのか トランプ・プーチン時代を生き切る智恵 馬渕睦夫の国際情勢分析2025』徳間書店、2024年9月。ISBN 9784198658922。
- 『馬渕睦夫が読み解く 2025年世界の真実』ワック〈WAC BUNKO〉、2024年12月。ISBN 9784898319147。
- 『ディープ・ステートの残滓が集まる日本でいいはずがない』徳間書店、2025年5月。ISBN 9784198659899。
- 『最後の死闘　トランプvsディープステート』ワック、2025年6月。ISBN 9784898319826。

#### 「日本再発見」講座シリーズ
- 『世界最古にして、最先端　和の国・日本の民主主義　―「日本再発見」講座―』（ベストセラーズ 2016年10月）ISBN 978-4584137451
- 『グローバリズムの終焉　―「日本再発見」講座II―』（ベストセラーズ 2017年4月）ISBN 978-4584137956
- 『リベラルの自滅　―「日本再発見」講座III―』（ベストセラーズ 2017年10月）ISBN 978-4584137956

### 共著
- （渡部昇一）『日本の敵 グローバリズムの正体』（飛鳥新社 2014年2月）ISBN 978-4864103091
- （宮崎正弘）『世界戦争を仕掛ける市場の正体 グローバリズムを操る裏シナリオを読む』（ビジネス社 2016年3月）ISBN 978-4828418704
- （日下公人）『ようやく「日本の世紀」がやってきた 今、世界で何が起こっているか』（ワック 2016年10月）ISBN 978-4898317440
- （高山正之）『日本人が知らない洗脳支配の正体 日本を見習えば世界は生き残れる』（ビジネス社 2017年5月）ISBN 978-4828419534
- （加瀬英明）『「美し国」日本の底力』（ビジネス社 2017年9月）ISBN 978-4828419794
- （加瀬英明）『グローバリズムを越えて自立する日本』（勉誠出版・新書 2019年4月）
- 馬渕睦夫、河添恵子『米中新冷戦の正体 - 脱中国で日本再生 -』ワニブックス、2019年7月8日。ISBN 9784847098208。
- （ビル・トッテン）『世界経済の分断点を乗り越えよみがえる日本』（ビジネス社 2020年6月）ISBN 9784828421605
- （高山正之）『世界を破壊するものたちの正体 日本の覚醒が「グレート・リセット」の脅威に打ち勝つ』（徳間書店 2021年3月）ISBN 978-4-19-865238-8
- （岡部伸）『新・日英同盟と脱中国 新たな希望』（ワニブックス 2021年5月）ISBN 978-4-8470-7055-6
- 馬渕睦夫、松田学『日本を危機に陥れる黒幕の正体』宝島社、2022年11月。ISBN 9784299036384。
- 馬渕睦夫、渡辺惣樹『謀略と捏造の二〇〇年戦争　釈明史観からは見えないウクライナ戦争と米国衰退の根源』徳間書店、2022年12月。ISBN 9784198655785。
- 馬渕睦夫、松田学『日本を危機に陥れる黒幕の正体 最新版』宝島社、2023年10月。ISBN 9784299048028。
- 馬渕睦夫、ジェイソン・モーガン『プロパガンダの終焉　トランプ政権始動で露呈した洗脳と欺瞞』徳間書店、2025年2月。ISBN 9784198659691。

## 出演

### テレビ番組
- 桜プロジェクト → 報道ワイド日本 Weekend → Front Japan 桜（2015年7月20日 - 、日本文化チャンネル桜）- 月曜日のコメンテーターとして出演
- 日本よ、今...「闘論!倒論!討論!」（日本文化チャンネル桜） - バネリストとして不定期出演
- 教えて!ニュースライブ 正義のミカタ（朝日放送）

### インターネット配信
- チャンネル桜　桜無門関 馬渕睦夫×水島総 （2018年11月29日～）世界を統治する者との最終戦争が始まる！他
- チャンネル桜　「闘論！倒論！討論！」等、不定期にて出演中
- 未来ネット　ひとりがたり 馬渕睦夫　（2018年6月22日～ レギュラー出演中） 2019年日本の大問題・国際政治と近現代史の新たな視点 他
- 未来ネット　いわんかな（2017年8月〜レギュラー出演中）、古事記に学ぶ日本のこころ 等、不定期にて出演中